# Święty Jerzy zabija smoka
Święty Jerzy zabija smoka (serb. Свети Георгије убива аждаху) – serbski film fabularny (dramat wojenny) z 2009 roku w reżyserii Srdjana Dragojevicia. Film miał swoją premierę 11 marca 2009 roku.
Budżet filmu wyniósł ok. 5 mln €, został wsparty przez rządy Serbii (€ 1.550.000) i Republiki Serbskiej (€ 750.000) jako ważny dla kultury narodowej i była to jedna z najdroższych filmowych produkcji serbskich.
Scenariusz filmu napisany przez Dušana Kovačevicia oparty jest na jego sztuce teatralnej pod tym samym tytułem. Odniosła ona sukces sceniczny w teatrach Belgradu i Nowego Sadu.

## Fabuła
Fabuła filmu opisuje czasy bezpośrednio przed wybuchem pierwszej wojny światowej. Królestwo Serbii wchodzące w skład Ligi Bałkańskiej walczy z tureckimi okupantami w czasie pierwszej wojny bałkańskiej (1912).
W małej serbskiej wsi, położonej nad rzeką Sawą, niedaleko granicy z Austro-Węgrami rozgrywa się akcja filmu. We wsi dochodzi do polaryzacji dwóch grup ludności – wieśniaków, którzy są potencjalnymi rekrutami do armii i inwalidami, którzy są weteranami dwóch poprzednich wojen bałkańskich. Pomiędzy tymi dwoma grupami występuje głęboka niechęć i wrogość.
Główna oś filmu przedstawia historię klasycznego trójkąta miłosnego, nieszczęśliwej miłości Katriny, pięknej żony miejscowego żandarma Đorđa i młodego inwalidy wojennego, Gavrila.

## Nagrody i wyróżnienia
Film został wyselekcjonowany jako kandydat Serbii do nagrody Amerykańskiej Akademii Filmowej, ale nie uzyskał nominacji.

## Obsada
- Lazar Ristovski – Đorđe
- Milutin Milošević – Gavrilo
- Nataša Janjić – Katarina
- Bora Todorović – Aleksa
- Zoran Cvijanović – Mile Vuković
- Dragan Nikolić – duchowny
- Boris Milivojević – Rajko Pevac
- Branislav Lečić – Tasić
- Mladen Andrejević – nauczyciel Mićun
- Srđan Timarov – Mikan
- Predrag Vasić – Vane sierota
- Bojan Žirović – Žoja
- Milica Ostojić – pierwsza siostra
- Milena Dravić – ciotka
- Milena Predić – Jelena
- Slobodan Ninković – Ninko Belotić
- Stefan Danailov – Minta Ciganin